# Keith Strickland
Keith Strickland (geboren am 26. Oktober 1953) ist ein amerikanischer Musiker, Komponist, und einer der Gründer der Band The B-52s. Er wurde in Athens in Georgia geboren. 

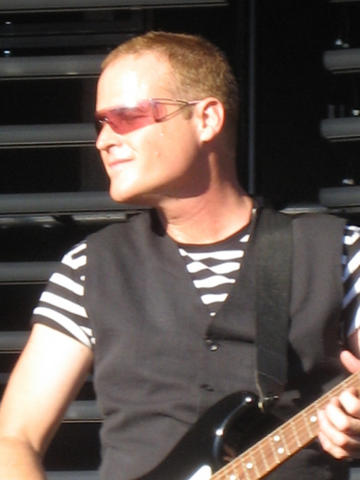
Keith Strickland auf dem Lovebox Festival 2007

## Bandmitgliedschaft
Ursprünglich war Strickland Schlagzeuger der Band, übernahm aber den Job des Gitarristen, nachdem der Gitarrist Ricky Wilson 1985 gestorben war. Auf vielen Aufnahmen spielte Strickland auch die Bassgitarre oder Keyboards, zudem komponierte er Musik für die B-52s. 

„Ricky and I used to write the music together, but now I write the individual instrument parts and arrange the instrumental compositions myself. I'm trying to convey a feeling when I compose, I think of my instrumentals as soundscapes - the chord progressions, rhythms, harmonics and musical direction are used to evoke various sonic atmospheres or moods.“

Strickland gab 1992 bekannt, dass er homosexuell ist.
Am 13. Dezember 2012 verkündete Strickland auf der Internetseite der Band und auf Facebook, dass er zwar Mitglied der Gruppe bleiben, sich aber aus dem Tourgeschäft zurückziehen würde.

## Filmographie
- A Life in the Death of Joe Meek (2008)
- The Flintstones (1994)
- Athens, GA: Inside Out (1987)
- One Trick Pony (1980)